# DeSoto Airstream
L'Airstream è un'autovettura full-size prodotta dalla DeSoto dal 1935 al 1936. Nel biennio in cui fu commercializzata, venne affiancata dalla DeSoto Airflow. Rispetto a quest'ultima, la Airstream era però sul mercato ad un prezzo inferiore.

## Storia
La Airstream è stata creata per riconquistare il mercato perso nel 1934, quando l'unico modello DeSoto in commercio era la Airflow. Nel 1935, di Airstream ne furono prodotti 20.784 esemplari, mentre di Airflow 6.797. Quindi le vendite della Airstream superarono di gran lunga quelle della Airflow del 1934, che si attestarono infatti a 13.940 esemplari.
La Airstream, rispetto alla Airflow, aveva una linea più classica ed era dotata di un motore a sei cilindri in linea da 4 L di cilindrata. Il motore era montato anteriormente, mentre la trazione era posteriore. La DeSoto dotò la Airstream di fanali anteriori integrati, di una larga calandra e di una struttura a monoscocca. La Airstream venne realizzata interamente in acciaio. Ciò però era in controtendenza rispetto a quanto fatto dalle altre case automobilistiche statunitensi contemporanee. Esse, infatti, facevano uso anche di legno per realizzare parte dei telai.
La Airstream era offerta in versione coupé due porte, berlina quattro porte e cabriolet due porte. Tutti i modelli avevano installato dei supporti motore in gomma che isolavano il telaio dalle vibrazioni del propulsore. Tra le opzioni, era possibile ordinare i tappetini per i passeggeri anteriori, l'autoradio, due tergicristalli anteriori e l'impianto di riscaldamento.
La Airstream venne offerta in due allestimenti, Deluxe e Custom. Questa suddivisione della gamma fu però operata solamente nel 1936. Nell'anno citato, vennero commercializzate 33.938 esemplari contro i 5.000 della Airflow. Da un punto di vista commerciale, la Airstream fu pertanto un successo.